# René Picado Michalski
René Picado Michalski (pronunciado /Mijalski/ en fonética española; San José, 28 de diciembre de 1905 - 12 de julio de 1956) fue un político costarricense.

## Biografía
Nació en San José, 28 de diciembre de 1905. Es hijo de Teodoro Picado Marín y Jadwisia Michalska Wodziwodska. Casó el 21 de junio de 1930 en Nueva York, Estados Unidos, con María del Rosario Esquivel Bonilla, nieta del Presidente Aniceto Esquivel Sáenz.
En mayo de 1944 fue elegido Segundo Designado a la Presidencia de la República para el período 1944-1948, y estuvo encargado interinamente de la presidencia del 18 al 19 de septiembre de 1944, durante un viaje del Presidente Teodoro Picado Michalski a Panamá. También fue Secretario de Seguridad Pública del 8 de mayo de 1944 al 14 de enero de 1945 y del 6 de mayo de 1946 al 19 de abril de 1944. El Congreso le otorgó el grado de General.
En febrero de 1948, al triunfar en las elecciones presidenciales el candidato oposicionista Otilio Ulate Blanco, el General René Picado Michalski se negó a cumplir el acuerdo de 1947 según el cual se pondría la dirección de la fuerza pública en manos del candidato vencedor, y se hizo fuerte en el Cuartel de Artillería de San José mientras no hubiese resolución legislativa sobre los comicios. El 1 de marzo, a solicitud del candidato derrotado Rafael Ángel Calderón Guardia, el Congreso anuló las elecciones presidenciales (pero no las legislativas, en la que había triunfado la coalición de calderonistas y comunistas). Esto provocó el levantamiento armado de José Figueres Ferrer y una guerra civil, que concluyó el 19 de abril de 1948 con el Pacto de la Embajada de México, mediante el cual se acordó que el presidente Teodoro Picado llamase a ejercer interinamente el poder al Tercer Designado Santos León Herrera. En la misma fecha, el general René Picado Michalski, considerado como uno de los grandes responsables de la guerra civil, fue sustituido en la Secretaría de Seguridad por Miguel Brenes Gutiérrez.

## Muerte
Murió en San José, el 12 de julio de 1956 a los 50 años de edad.